# Divisão N.º 7 (Saskatchewan)
A Divisão N.º 7 é uma das dezoito divisões do censo da província canadense de Saskatchewan, conforme definido pela Statistics Canada. A região está localizada na parte Centro-Sul da província. A comunidade mais populosa desta divisão é Moose Jaw.
De acordo com o censo populacional de 2006, 45 mil pessoas moram nesta divisão. A região tem uma área de 18835 km2.